# 佐藤泰然

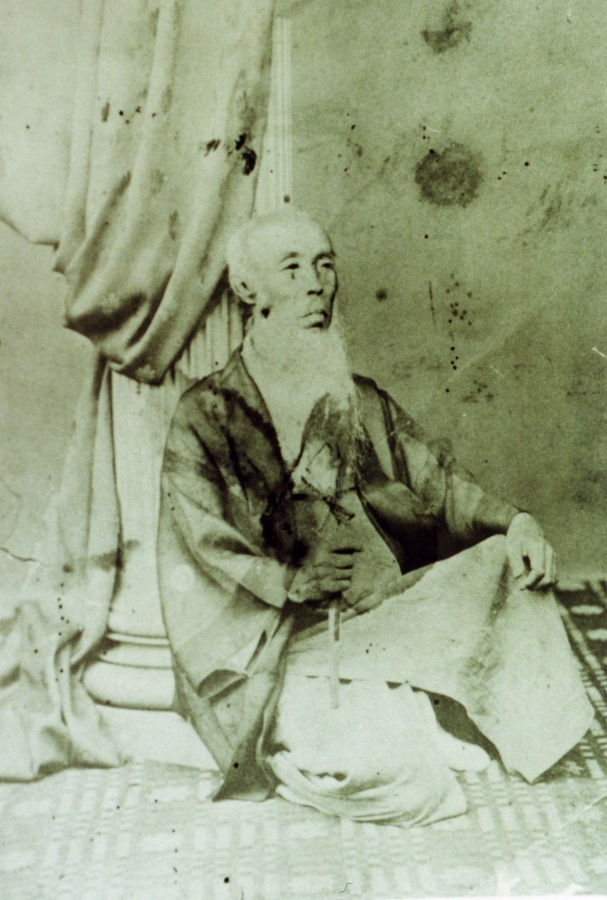
佐藤泰然肖像写真

佐藤 泰然（さとう たいぜん、文化元年（1804年） - 明治5年4月10日（1872年5月16日））は、日本の蘭方医。名は信圭（のぶかど）、号は紅園、泰然は通称。初め田辺庄右衛門と称し，旗本伊奈家用人をつとめた。佐藤藤佐の子。順天堂大学の基礎を作った人物として知られている。

## 生涯
文化元年（1804年）、佐藤藤佐の子として、母ふじの養女先である武蔵国橘樹郡北見方村の穐口屋田辺庄右衛門家にて誕生した。はじめ田辺昇太郎と名乗る。父である藤助も公事師をしていた関係で田辺家に養子入りしており、後に離家。天保元年（1830年）、蘭方医を志し、足立長雋や高野長英に師事。天保6年（1835年）に長崎に留学し。天保9年（1838年）に江戸へ戻ると、両国薬研堀に「和田塾」を開いた（和田は母の姓）。
天保14年（1843年）、佐倉藩主堀田正睦の招きで江戸から佐倉に移住。病院兼蘭医学塾「佐倉順天堂」を開設。また姓も父の佐藤姓を名乗る。
佐倉順天堂の治療は外科手術の評判が高く当時の最高水準を極めていた。高弟であった関寛斎の「順天堂外科実験」にその手術例が詳しい。安政年間院内に掲示された「療治定」によると卵巣水腫開腹術、割腹出胎術とある（いずれも麻酔薬を使わない手術）。嘉永4年（1851年）、日本初の「膀胱穿刺」手術に成功。他にも乳癌手術など、種痘など蘭学の先進医療を行うとともに医学界を担う人材を育成し、順天堂は大阪の緒方洪庵の適塾とならぶ有名蘭学塾となった。
嘉永6年（1853年）、功績が認められて、正式に佐倉藩士に取り立てられ、町医から藩医となる。ところが安政6年（1859年）、病気を理由に家督を養子の佐藤尚中に譲り隠居。文久2年（1862年）には佐倉を離れ、甥の山内堤雲がいた横浜に移住した。
明治5年（1872年）、東京下谷茅町（現・台東区池之端）で肺炎のため死去。享年69。
大正4年（1915年）、従四位を追贈された。

## 家族・親族
- 父・佐藤藤佐 - 庄内藩士。天保義民事件で活躍[13]
- 姉・ふく - 斎藤鎌五郎の妻。孫娘ゑいの夫に男爵田中芳男[14]。
- 弟・佐藤然僕 - 江戸詰め庄内藩医[13]
- 妹・きせ - 箱館奉行支配役・長谷川儀三郎の妻。娘の佐喜は花岡真節(1839-1884）の後妻。花岡は幕府奥医師・桐原鳳卿に師事し婿養子となり（桐原姓となり、のち復姓）、奥医師・将軍侍医を務め、泰然の二男・松本良順らとともに長崎医学校、江戸（西洋）医学所、東京医学校を設立、大学東校教授のち東京帝国大学医学部教授、初代医学部長、医学部付属病院初代病院長を務めた[15]。花岡の子に東京帝大法学部教授・弁護士の花岡敏夫、外交官の花岡止郎など[16][17]。
- 義兄・山内豊城（旗本・伊奈家用人、山内作左衛門、山内堤雲の父
- 養嗣子・佐藤尚中 - 小見川藩医・山口甫僊の次男、舜海と称す。
  - 長男・佐藤百太郎
- 長女・つる - 林洞海の妻
  - 長男・林研海 - 陸軍軍医総監
  - 六男・西紳六郎 - 男爵。養父に男爵・西周
  - 長女・多賀 - 子爵榎本武揚の妻
    - 長男・榎本武憲 - 子爵。岳父に伯爵黒田清隆

  - 二女・貞 - 男爵赤松則良の妻
    - 長女・登志子 - 森鷗外の前妻
    - 七男・西酉乙 - 男爵
- 次女・きは - 関宿藩主・久世広周のお抱え医師・三沢精確（良益）に嫁す。
  - きはの娘婿に三沢元衡（今村信行実弟）・緒方惟準・箕作麟祥・田村初太郎、養女ゑいの夫に田中芳男
- 長男・山村惣三郎 - 幕臣山村八蔵の養子となり、箱館奉行支配組頭を務め、維新後は順天堂の会計を務めた[18]。
- 次男・松本良順 - 松本良甫の養子、のちに順と改名。男爵。将軍侍医、初代陸軍軍医総監。
  - 八男・松本本松 - 男爵
- 三男・大三郎（早世）
- 三女・とみ - 白戸隆忠の養女、のちの陸軍省初代軍馬局長・白戸隆盛（石介、1833年生）を婿に迎える。
- 四男・綱四郎（早世）
- 四女・ふさ - 山内作左衛門（山内堤雲の兄）に嫁す
  -     - ふさの孫・玉枝 - 海軍少将・森電三の妻
- 五男・林董 - 林洞海の養子、外交官・政治家・外務大臣。伯爵
  - 長男・林雅之助 - 伯爵
    - 長男・岩崎忠雄 - 伯爵。養父に男爵岩崎小弥太。